# Ilsenhof

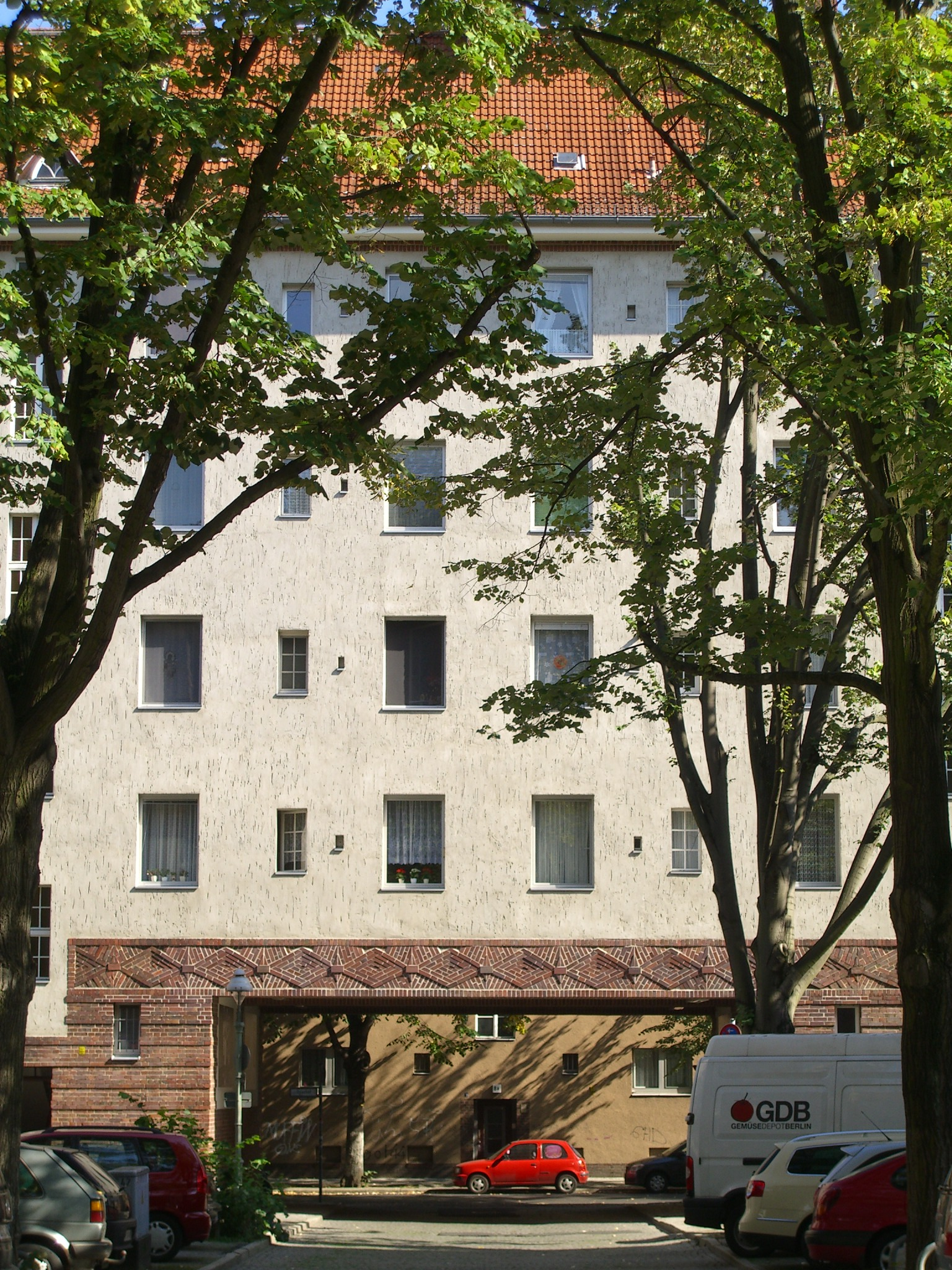
Zufahrt zum Ilsenhof

Der Ilsenhof ist eine denkmalgeschützte Wohnanlage im Berliner Ortsteil Neukölln. Er gilt als bedeutendes Beispiel für das Neue Bauen, den Reformwohnungsbau in Berlin. Die Zufahrt erfolgt über eine Tordurchfahrt an der Ilsenstraße 1–10. Nördlich wird die Anlage von der Jonasstraße 49–52 begrenzt, südlich von der Schierker Straße 12–16. Der Name des Hofes leitet sich von einem Fluss im Harz, der Ilse ab.
Die aus vier Höfen bestehende Anlage wurde in den Jahren 1928 bis 1929 von Held & Francke nach Plänen des Architekten Hans Kraffert im Auftrag der bbg Berliner Baugenossenschaft errichtet. Die Architektur der Gesamtanlage nimmt einerseits die Formen der zeitgenössischen expressionistischen Architektur auf, steht aber andererseits auch in der Tradition der architektonischen und städtebaulichen Qualität, die der Stadtbaumeister Reinhold Kiehl schon vor dem Ersten Weltkrieg in Neukölln etablierte. Die insgesamt 182 Wohneinheiten umfassten Ein- bis Dreieinhalbzimmerwohnungen, die durchschnittlich 70 Quadratmeter groß waren. Die Ausstattung im Jahr 1929 war mit einem Kachelofen, Doppelfenstern sowie innen liegenden Bädern für diese Zeit fortschrittlich.
Die ursprünglich vorhandene Sichtachse zum Körnerpark ist heute durch eine weitere Bebauung der angrenzenden Flächen nicht mehr vorhanden. In der Hofeinfahrt erinnert eine Schautafel an Margareta Spettmann, die als langjährige Bewohnerin des Ilsenhofes und Vorstandsmitglied der Baugenossenschaft zu einer Identifikationsfigur wurde. Nach dem Ende des Zweiten Weltkrieges ermöglichte sie den Wiederaufbau der im Krieg beschädigten Gebäude, indem sie ihre Privatwohnung im Ilsenhof 4 als provisorische Geschäftsstelle zur Verfügung stellte. Spettmann arbeitete insgesamt 27 Jahre für die Genossenschaft, davon 20 Jahre als hauptamtliches Vorstandsmitglied.

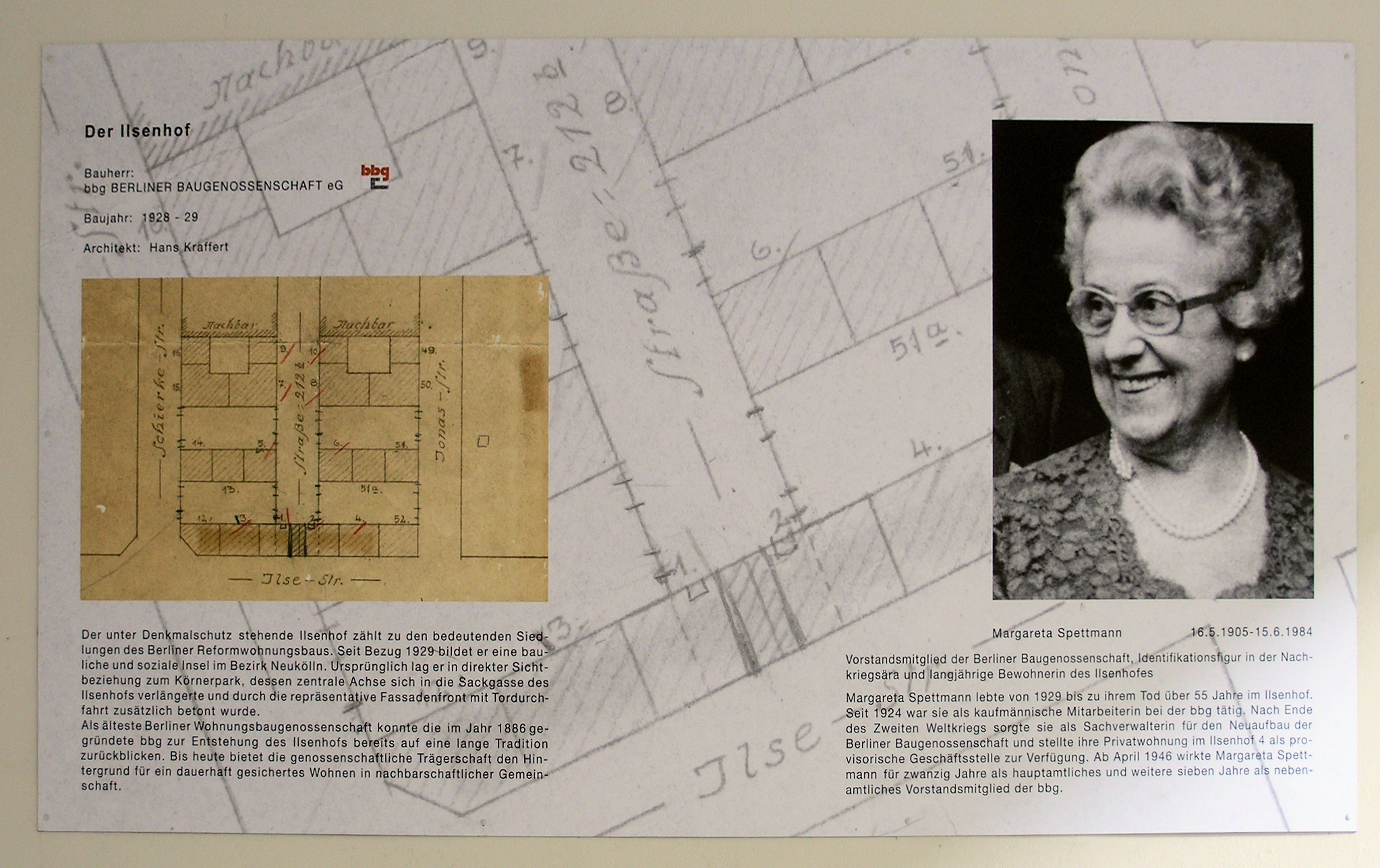
Gedenktafel für Margareta Spettmann
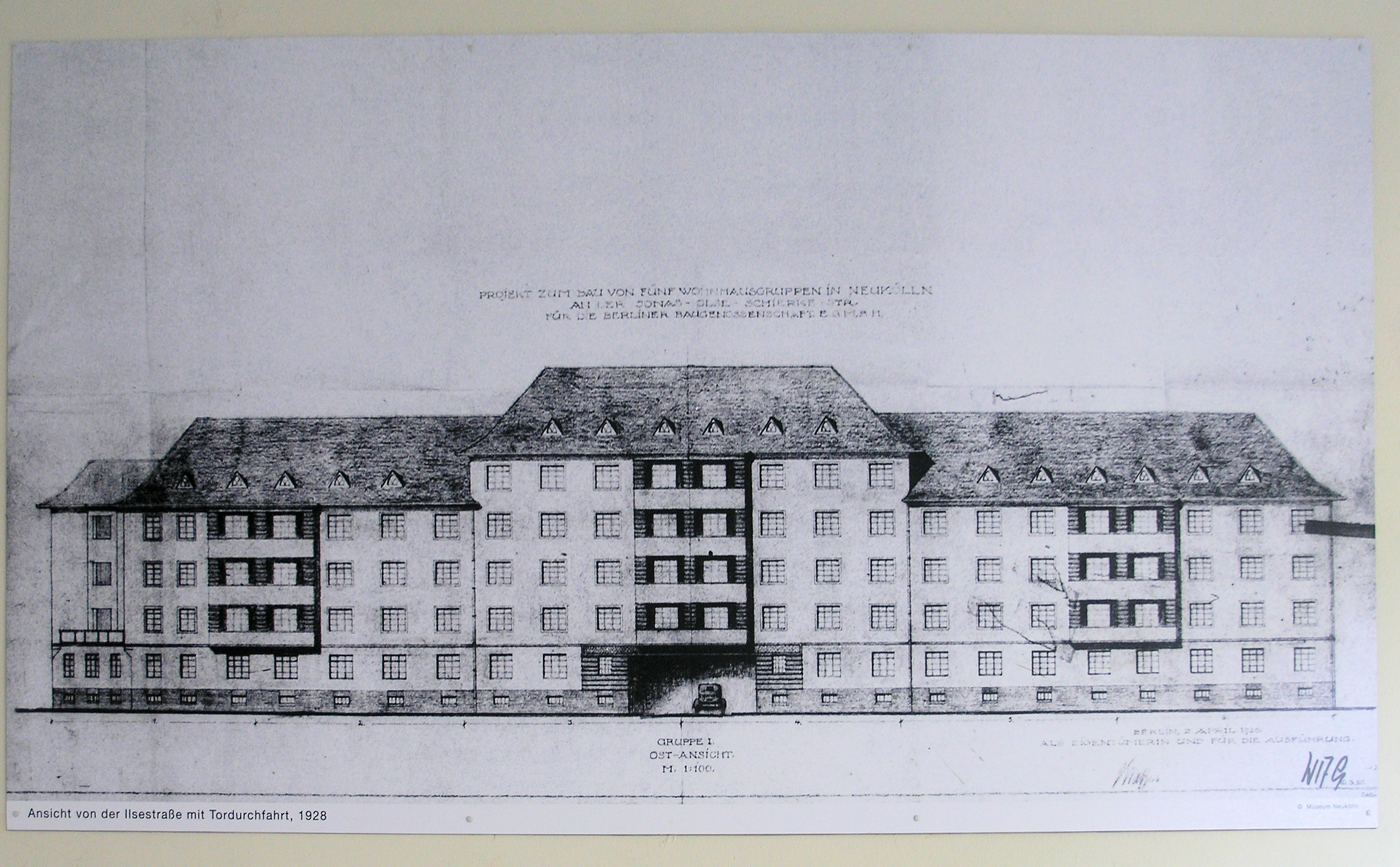
Der Ilsenhof bei seiner Fertigstellung im Jahr 1928
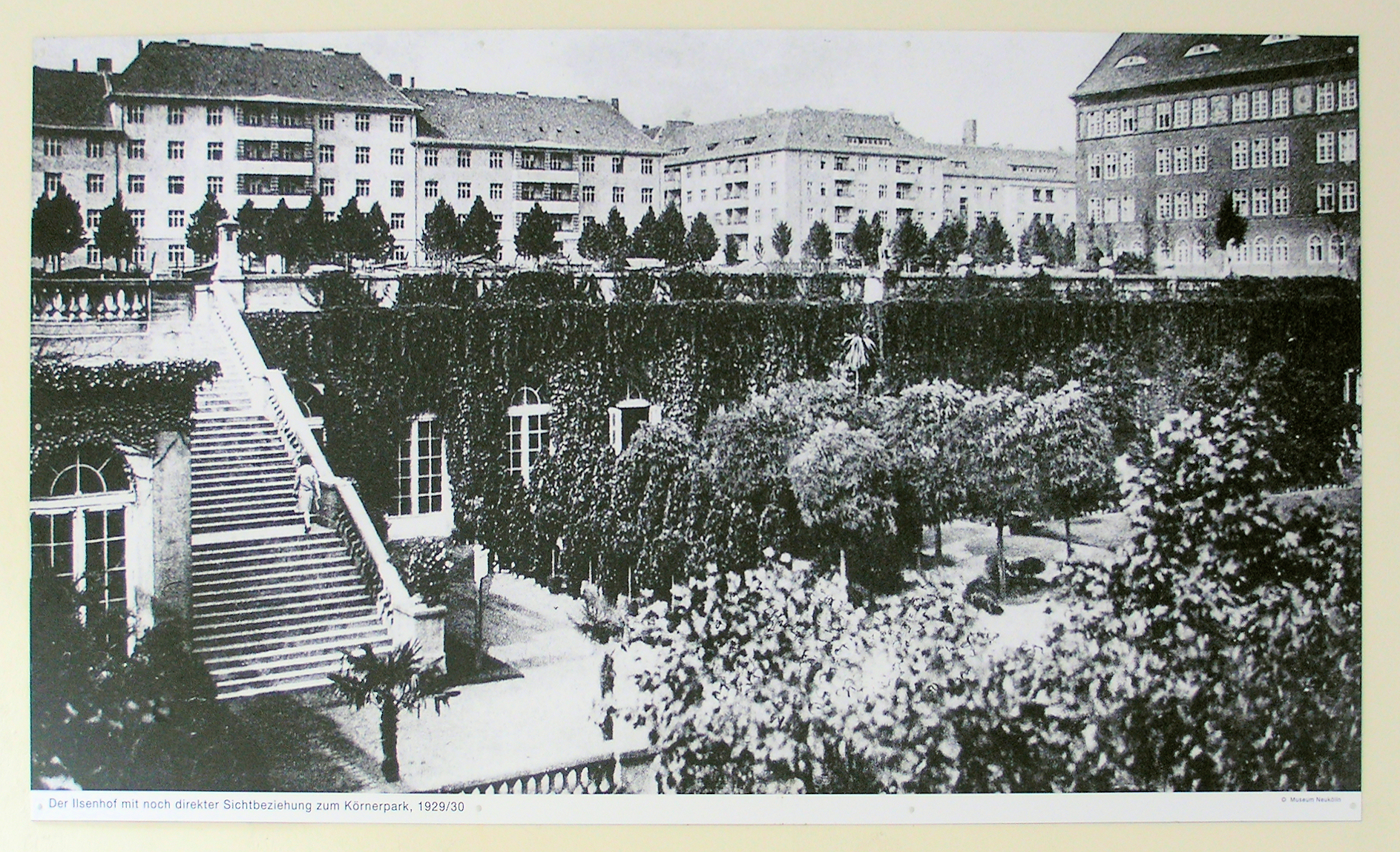
Einstige Sichtachse zum Körnerpark
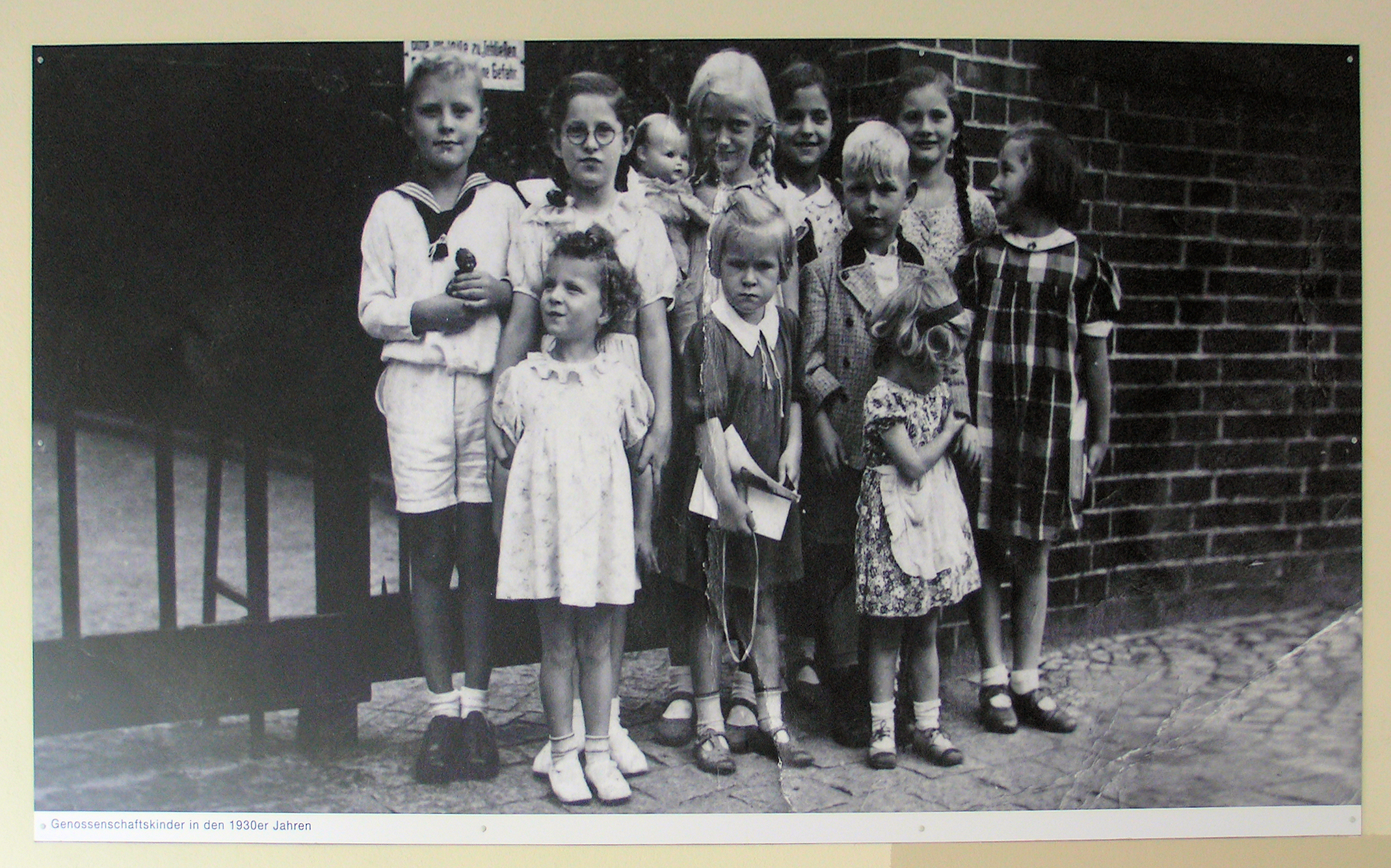
Genossenschaftskinder im Jahr 1930